# Juno Rissema

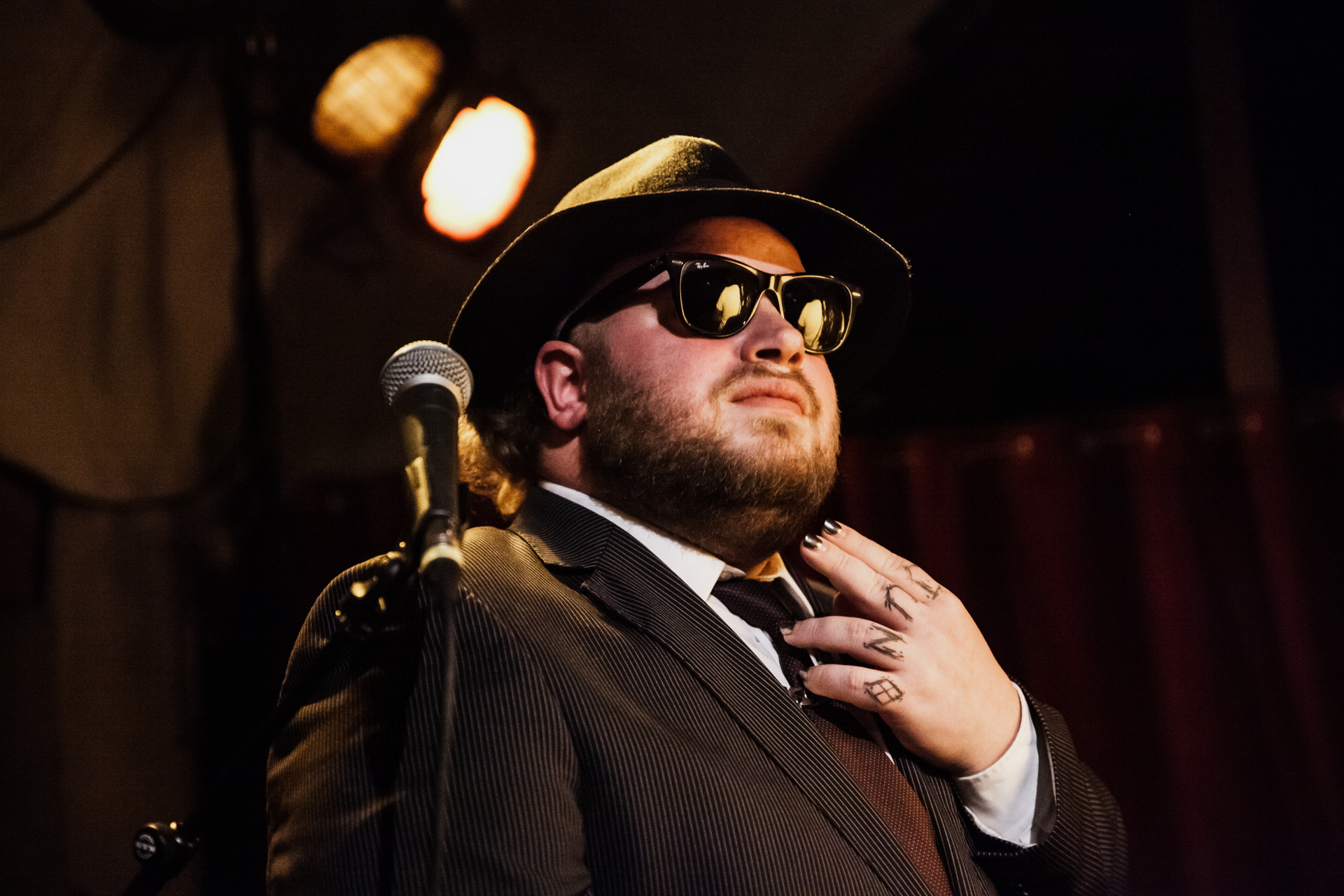
Juno Rissema

Juno Rissema (Dordrecht, 1 april 1987) is nachtburgemeester en voormalig stadsdichter van Dordrecht. Verder was hij actief binnen de muziekgroep 'Het Gezelschap' en was hij barbier.

## Levensloop
Rissema bracht op 31 maart 2019 zijn eerste dichtbundel, het Zwarte Schaap, uit. Eind 2019 legde hij zijn werkzaamheden als barbier neer om zich te gaan richten op de band Het Gezelschap. Op 31 januari 2020 bracht hij met 'Het Gezelschap' het debuutalbum 'De Plaat' uit.

### Stadsdichterschap
Rissema, die reeds als als nachtburgemeester van Dordrecht bekend stond, werd in 2020 door een jury benoemd tot stadsdichter van Dordrecht. Deze benoeming werd aan hem bekendgemaakt door cultuurwethouder Piet Sleeking. De twee verliezende kandidaten, Peter M. van der Linden en Kees Klok, waren kritisch over de procedure die tot benoeming van Rissema leidde. In juni 2020 bood Rissema zijn in 2019 uitgebrachte dichtbundel zelf aan bij de stadsbibliotheek in Dordrecht. In november 2022 werd Swendeline Ersilia stadsdichter van Dordrecht.